# Proyecto

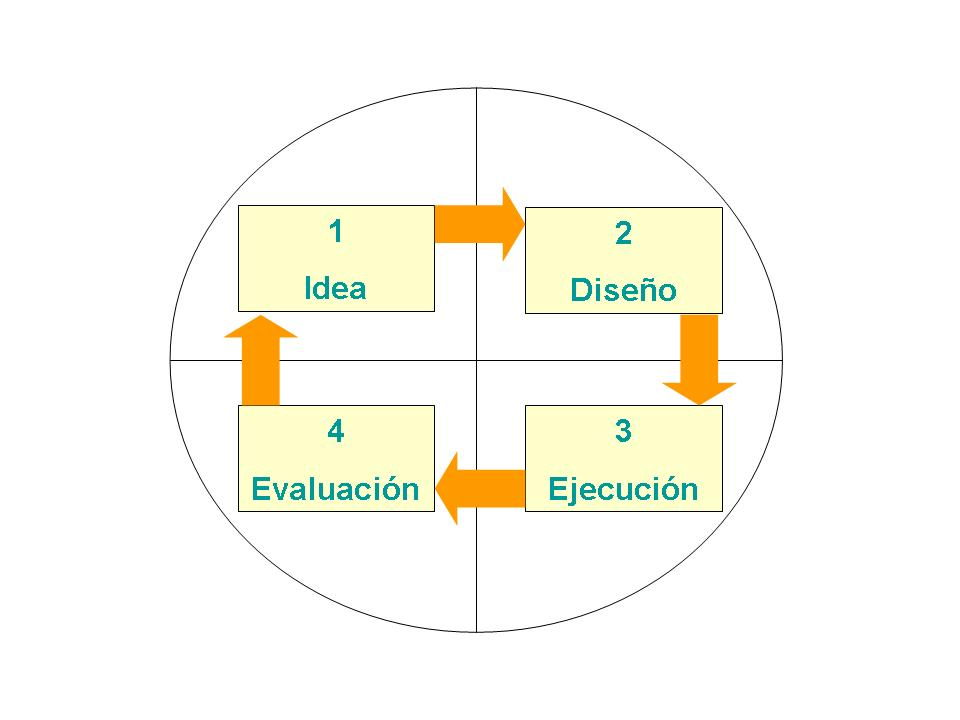
Ciclo de un proyecto

Un proyecto  es una planificación que consiste en un conjunto de objetivos que se encuentran interrelacionados y coordinados. De conformidad con el Project Management Institute (PMI), "un proyecto es un esfuerzo temporal que se lleva a cabo para crear un producto, servicio o resultado único". De estos conceptos, se evidencia que la razón de un proyecto es alcanzar resultados o metas específicas dentro de los límites que imponen un presupuesto, calidades establecidas previamente, y un lapso de tiempo previamente definido.
La gestión de proyectos es la aplicación de conocimientos, habilidades, herramientas y técnicas a las actividades de un proyecto para satisfacer los requisitos del mismo. Consiste en reunir varias ideas para llevarlas a cabo, y es un emprendimiento que tiene lugar durante un tiempo limitado, y que apunta a lograr un resultado único. Surge como respuesta a una necesidad, acorde con la visión de la organización, aunque esta puede desviarse en función del interés. El proyecto finaliza cuando se obtiene el resultado deseado, y se puede decir que colapsa cuando desaparece la necesidad inicial o se agotan los recursos disponibles.
La definición más tradicional «es un esfuerzo planificado, temporal y único, realizado para crear productos o servicios únicos que agreguen valor o cause un cambio retroactivo. Esto en definición con la forma más tradicional de trabajar, sobre la base de procesos, en la cual se opera en forma permanente, creando los mismos productos o servicios una y otra vez».
Existe, también, una perspectiva fundamental al respecto de la proyección individual, tanto a nivel profesional como personal. Colocar pautas hacia el futuro, ordenar prioridades, encontrar equilibrio entre lo laboral y lo familiar, y adaptarse a obstáculos que surgen son aspectos determinantes para responder al denominado proyecto de vida, aprendiendo de las experiencias. Se aprecia notables paralelismos, por ejemplo al comparar el trabajo en equipo dentro de la empresa, con un objetivo sobre el cual participan los miembros de la familia, como también colocar a prueba una cosa, y tratar de corregirlo en caso de que los resultados sean desfavorables o aceptar que hay que recurrir a otro camino. La vida es un proyecto.

## Características de un proyecto
De acuerdo con antecedente del Project Management Institute (PMI), las características de un proyecto son:
- La capacidad de prestar un servicio como, por ejemplo, las funciones del negocio que respaldan la producción o la distribución.

- Una película como, por ejemplo, salidas o documentos. Por ejemplo, de un proyecto de investigación se obtienen conocimientos que pueden usarse para determinar si existe o no una tendencia o si un nuevo proceso beneficiará a la sociedad.

- La singularidad es una característica no tan importante de los elementos entregables de un proyecto. Por ejemplo, se han construido dos edificios de oficinas, pero cada edificio individual es único: diferente propietario, diferente diseño, diferente ubicación, diferente contratista, etc. La presencia de elementos repetitivos no cambia la condición fundamental, única de manejo y propósitos de un proyecto.

- Elaboración gradual.

La elaboración gradual no es una buena característica de los proyectos que acompaña a los conceptos de temporal y único. “Elaboración gradual” significa desarrollar en pasos e ir avanzando mediante incrementos. Por ejemplo, el alcance de un proyecto se define de forma general al comienzo del proyecto, y se hace más explícito y detallado a medida que el equipo del proyecto desarrolla un mejor y más completo entendimiento de los objetivos y de los productos entregables. La elaboración gradual no debe confundirse con la corrupción del alcance.

## Tipos de proyectos
Un proyecto también es un esfuerzo temporal que se lleva a cabo para crear un producto, servicio o resultado único. Por ello, se identifica como proyecto comunitario al conjunto de actividades orientadas a crear el producto, servicio o resultado que satisfaga las necesidades más urgentes de una comunidad. Está orientado fundamentalmente por quienes forman parte de la comunidad, puesto que son quienes conocen la situación real de la zona.
Existen múltiples tipificaciones de proyectos, una de ellas los considera como productivos y públicos.
- Proyecto productivo: Son proyectos que buscan generar rentabilidad económica y obtener ganancias en dinero. Los promotores de estos proyectos suelen ser empresas e individuos interesados en alcanzar beneficios económicos para distintos fines.

- Proyecto público: Son los que buscan alcanzar un impacto sobre la calidad de vida de la población, los cuales no necesariamente se expresan en dinero. Los promotores de estos proyectos son el estado, los organismos multilaterales, las ONG (organización no gubernamental) y también las empresas, en sus políticas de responsabilidad social.
- Proyectos de inversión social : son los proyectos que buscan contribuir a mejorar la calidad de vida de las personas orientados frente a una situación problemática, estos proyectos se pueden realizar con financiamiento público o privado, en el ámbito público se da a través de los programas sociales, los mismos que están orientados a los sectores más vulnerables. Por otro lado en el sector privado se da a través de organismos no gubernamentales, los mismos que trabajan con poblaciones que tengan iniciativa de trabajo. El impacto que tiene este tipo de proyectos se miden de manera cualitativa y a largo plazo utilizando herramientas de medición de costos.

- Proyecto de vida: Representa, en su conjunto, “lo que el individuo quiere ser” y “lo que él va a hacer” en determinados momentos de su vida, así como las posibilidades de lograrlo (D´Angelo, 1986).

- Proyecto científico: El conjunto de planes, ideas y acciones que deben desarrollarse de forma coordinada para alcanzar una meta recibe el nombre de proyecto, siendo científico un adjetivo que menciona su vinculación a la ciencia (la agrupación de métodos, procedimientos y técnicas para generar conocimientos objetivos).

Otras clases de proyectos son las siguientes:
- Basándose en el contenido del proyecto
  - Proyectos artesanales

## Etapas de un proyecto
- Identificación del problema : Consiste en establecer la necesidad u oportunidad a partir de la cual es posible iniciar el diseño del proyecto. La idea de proyecto puede iniciarse debido a alguna de las siguientes razones:[1]
  - Porque existen necesidades insatisfechas actuales o se prevé que existirán en el futuro si no se toma medidas al respecto.
  - Porque existen potencialidades o recursos sub aprovechados que pueden optimizarse y mejorar las condiciones actuales.
  - Porque es necesario complementar o reforzar otras actividades o proyectos que se producen en el mismo lugar y con los mismos involucrados.

- Diseño: Etapa de un proyecto en la que se valoran las opciones, tácticas y estrategias a seguir, teniendo como indicador principal el objetivo a lograr. En esta etapa se produce la aprobación del proyecto, que se suele hacer tras la revisión del perfil de proyecto y/o de los estudios de pre-factibilidad, o incluso de factibilidad. Una vez dada la aprobación, se realiza la planificación operativa, un proceso relevante que consiste en prever los diferentes recursos y los plazos de tiempo necesarios para alcanzar los fines del proyecto, y asimismo, en establecer la asignación o requerimiento de personas.

- Ejecución: Consiste en poner en práctica la planificación llevada a cabo previamente.

- Evaluación: Etapa final de un proyecto en la que este es revisado, y se llevan a cabo las valoraciones pertinentes sobre lo planeado y lo ejecutado, así como sus resultados, en consideración al logro de los objetivos planteados.
- Cierre de proyecto: Etapa en la que los stakeholders o los clientes, aprueban los entregables finales, de esta manera se concluye el proyecto.

## Documentación de un proyecto
1 Importancia.
2 Informe técnico del proyecto.
2.1 Plan estructurado del proyecto.
2.2 Plan de control de personal.
2.3 Otros planes.
2.4 Manejo de recursos.
3 Informe administrativo.
3.1 Plan organizacional del proyecto.
3.2 Plan de gastos / plazos.
3.3 Plan de actividades del personal.
3.4 Plan de gestión de riesgos.
3.5 Otros planes.
4 Manuales de un proyecto.
4.1 Manual técnico.
4.2 Manual de usuario.
4.3 Manual administrativo.